# Новакович, Лола
Зорана Новакович (серб. Зорана Новаковић; 25 апреля 1935, Белград — 3 апреля 2016, Белград), также выступавшая как Лола Новакович (серб. Лола Новаковић) — сербская певица, популярная у себя на родине в 60—70-х гг. На международном уровне она больше известна как представительница Югославии на конкурсе песни Евровидение 1962.

## Биография
Начала музыкальную карьеру в 1957 году, выступая на Белградском радио. В ближайшие годы выступала на нескольких балканских музыкальных фестивалях.
В 1962 году представляла свою страну на конкурсе «Евровидение» с песней «Не пали светла у сумрак», за которую она получила четвёртое место, набрав 10 баллов. В том же году снялась в кинокомедии Марияна Вайды «Шеки снимает, берегись!» (сербохорв. Šeki snima – pazi se!) вместе с футболистом Драгославом Шекуларацом.
Завершила музыкальную деятельность в 1985 году, однако в 2000 году она снова вернулась на сцену, принимая участие в различных ретроспективных концертах.